# La Seu d'Urgell
La Seu d'Urgell (katalanskt uttal: [lə ˈsɛw ðuɾˈʒeʎ], spanska: Seo de Urgel) är en stad och kommun i provinsen Lleida i den autonoma regionen Katalonien i nordöstra Spanien. Staden ligger cirka 107,5 kilometer nordost om Lleida. Kommunen har 12 831 invånare (2024), på en yta av 15,19 km².
Biskopen i staden är tillsammans med Frankrikes president statsöverhuvud i Andorra.